# Ichijō Tadayoshi
Ichijō Tadayoshi (一条 忠良) (né le 2 mai 1774, décédé le 5 juillet 1837), fils du régent Ichijō Teruyoshi, est un noble de cour japonais (kugyō) de l'époque d'Edo (1603–1868). Il exerce la fonction de régent kampaku de 1814 à 1823. Sa femme est une fille de Hosokawa Narishige, huitième daimyo du domaine de Kumamoto. Le couple a plusieurs enfants dont :
- Ichijō Sanemichi (一条 実通?, 1788-1805), qui adopte son frère Tadaka pour fils.
- Consort du shogun Tokugawa Iesada
- Ichijō Tadaka
- Consort de Matsudaira Yorisato, neuvième daimyo du domaine d'Iyo-Saijō
- Consort du régent Takatsukasa Sukehiro

## Source de la traduction
- (en) Cet article est partiellement ou en totalité issu de l’article de Wikipédia en anglais intitulé « Ichijō Tadayoshi » (voir la liste des auteurs).